# Rio Buhalniţa (Bistriţa)
O Rio Buhalniţa é um rio da Romênia afluente do Rio Bistriţa, localizado no distrito de Neamţ.